# کراوس ۲۷۰۴۹
سیارک ۲۷۰۴۹ (به انگلیسی: 27049 Kraus، نامگذاری:1998SB3) بیست و هفت هزار و چهل و نهمین سیارک کشف شده‌است که در ۱۸ سپتامبر ۱۹۹۸ کشف شد.